# Епиграм
Епиграм (грч. ἐπίγραμμα, epígramma — натпис) јесте код старих Грка и Римљана био једноставан традиционалан натпис на уметничким делима, надгробним споменицима, заветним киповима, јавним зградама и сл., обично записан у дистисима. Настао је у Древној Грчкој. У књижевности, епиграм је касније прерастао у кратку духовиту лирску песму, која је углавном била сатиричнa.
Треба разликовати епиграм од епиграфа. Иако је епиграм у почетку означавао исто што и епиграф, он касније излази из оквира свог првобитног значења и почиње да представља кратке, сажете и домишљате песме најразличитије тематике.
Нигде другде на свету, чини се, није књижевна историја забележила сличну промену. Намењен књизи, а не више камену, зрели антички епиграм допуштао је разноликост грађе и обликовних поступака да подједнако прикладно може послужити увесељавању узваника на каквој пијанки, али и бити оруђе врхунске поезије.
На развоју епиграма се посебно може захвалити Марцијаловом утицају који је дао епиграму ново обележје, које је постало опште признато и обавезно за теорије касније европске књижевности.